# 復仇者防空飛彈系統

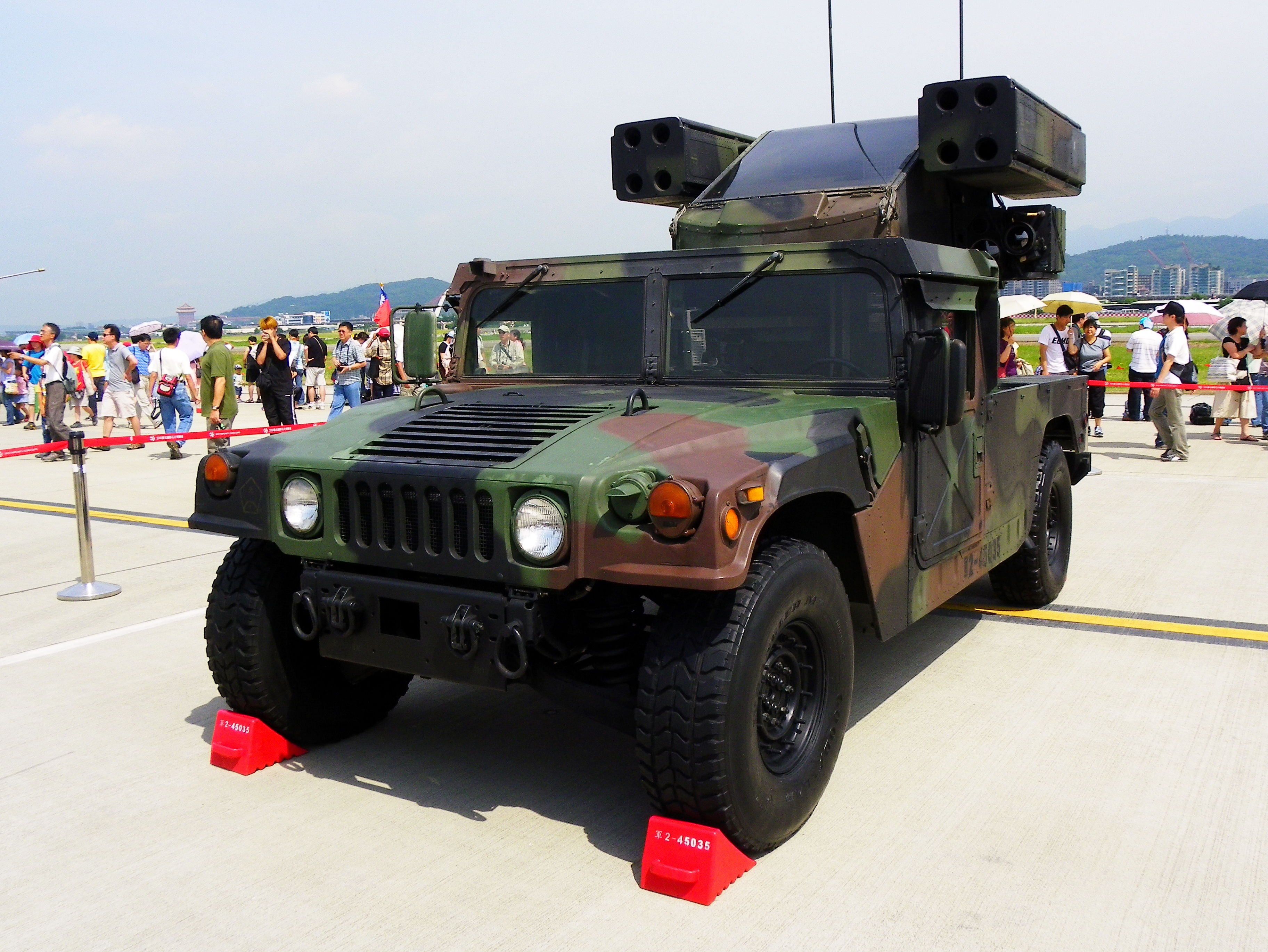
中華民國陸軍的復仇者防空飛彈系統

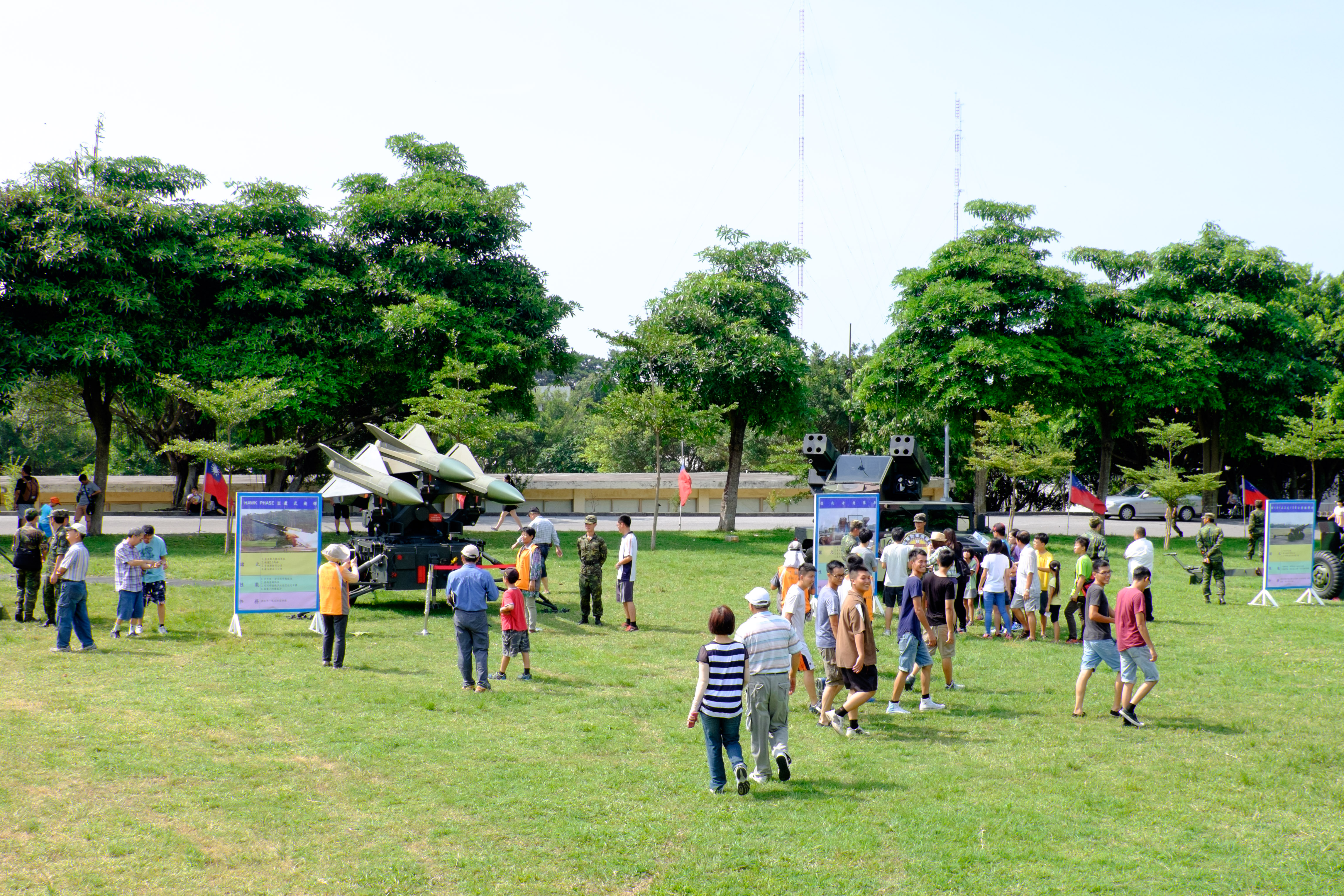
2015年7月4日陸軍花東防衛指揮部營區上午開放活動，民眾參觀操場展示的鷹式飛彈（左）與復仇者防空飛彈（右）。

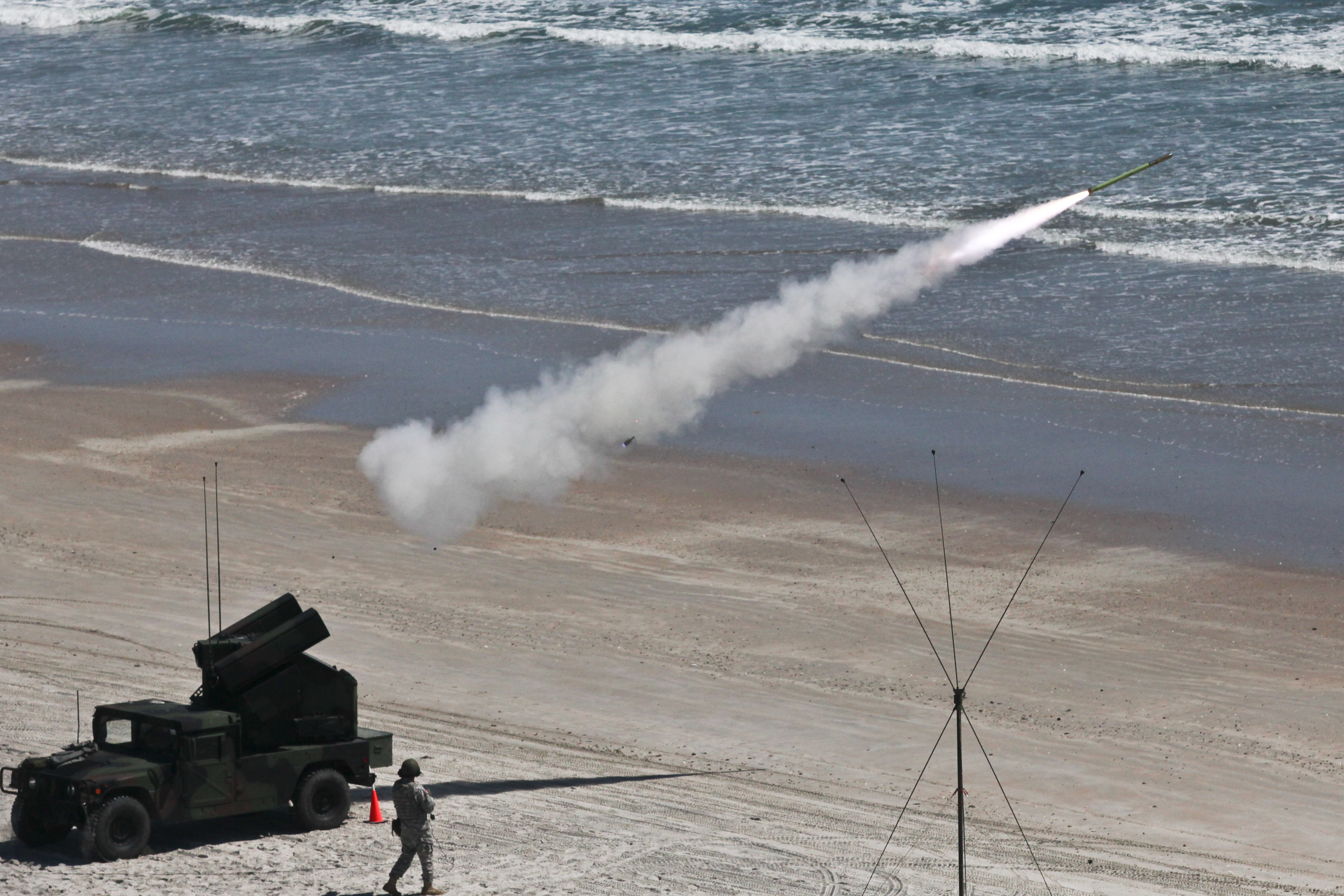
復仇者防空飛彈系統發射FIM-92刺針飛彈

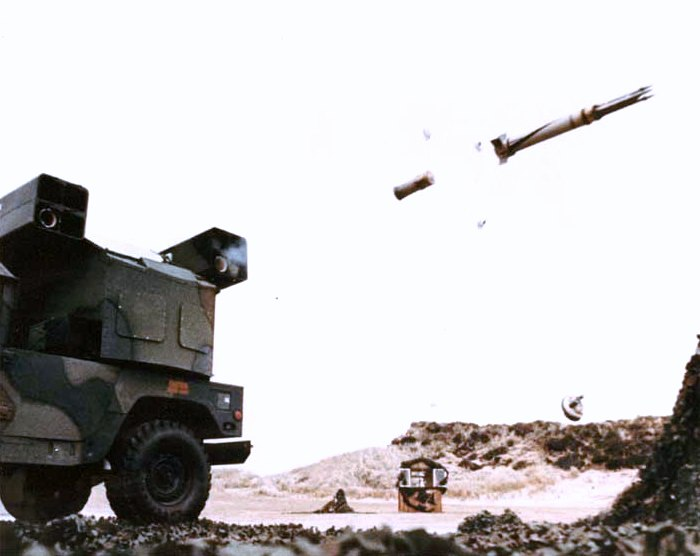
復仇者防空飛彈系統發射星光防空飛彈

復仇者防空飛彈系統， 代號AN/TWQ-1，是美国研發的一种適用於FIM-92刺針飛彈的車載發射與指揮系統，可以为地面部队提供短程防空火力支援，以避免地面部队遭受巡航导弹、無人航空載具、固定翼飛機和直升機的襲擊。

## 發展史
波音公司於1980年代早期開始研發復仇者系統，於1984年首次試射，並於1987年獲得美國陸軍生產325套的合約，1992年再生產679套，1999年追加14套。截至2002年，已經有超過1100套復仇者系統交付給美國陸軍、美國海軍陸戰隊，以及美國國民兵。
1998年，美國陸軍與波音公司簽約研發"Slew-to-Cue" (STC)套件供復仇者系統升級。使復仇者系統得以接收美國陸軍"前線區域防空指管通情系統"(FAAD C3I)的目標資料，並且自動轉向射手所選擇的目標方向，這讓復仇者系統獲得視距外的預警能力，增進射擊的效率。
復仇者系統首次實戰佈署是1991年的波斯灣戰爭，之後也在佈署在波士尼亞戰爭當中的北約維和部隊，以及駐韓美軍部隊。2003年的伊拉克戰爭當中也擔任聯軍短程野戰防空與基地防衛的任務。
2017年，波音公司以復仇者系統與史崔克裝甲車整合的方案競標美國陸軍"臨時機動短程防空" (IM-SHORAD)計畫，但敗給李奧納多DRS提案的四聯裝刺針飛彈加上二聯裝地獄火飛彈與30毫米XM-914鏈砲的遙控砲塔系統。

## 系統構成
復仇者系統的主體是以電力驅動，可360度旋轉的飛彈發射轉塔，以陀螺儀維持穩定，並搭載於悍馬車的貨台上。中間設有射手座，兩側各配備1組可俯仰的四聯裝刺針飛彈發射器。左側發射器下方裝有光電瞄準系統，右側發射器下方則裝有自衛用的M3P型12.7公厘機槍。其光電瞄準系統整合了光學瞄準器、前視紅外線偵測儀(FLIR)、自動影像追蹤裝置及雷射測距儀。除了在車上操控、發射飛彈之外，復仇者防空飛彈車也配備1具遙控操作單元（RCU），讓射手能在距離飛彈車50公尺外的安全位置操控。
基本上復仇者系統可以單車操作，"Slew-to-Cue"的功能原始設計是搭配AN/MPQ-64哨兵雷達。在台灣，因陸軍無足夠預算採購哨兵雷達，國家中山科學研究院以逆向工程的方式將國產的蜂眼雷達以及指揮車與復仇者系統整合以達成STC效果。

## 使用國
- 美国- 生產國，由美國陸軍、美國海軍陸戰隊與美國國民兵採購裝備。
- 中華民國- 中華民國陸軍於1996年採購74套，並於2000年起陸續服役裝備。[8]並於2018年演習中公開展示藉由MPQ-90雷達指揮Slew-to-Cue的接戰能力。[10]
- 埃及- 2006~2008年間採購75套服役裝備。[3]
- 阿联酋- 2008年採購78套服役裝備。[3]
- 伊拉克- 2013年採購40套服役裝備。[11]
- 乌克兰 - 2022年俄羅斯入侵烏克蘭期間有4套系統將從美國庫存交付。[12]